# 三枝の結婚ゲーム
『メナード 三枝の結婚ゲーム』（メナード さんしのけっこんゲーム）は、1976年4月3日から1977年9月25日までテレビ朝日系列局（1977年3月まではNET系列局）で放送された朝日放送（ABCテレビ）製作のクイズ番組である。メナード化粧品の一社提供。

## 概要
スタート当時は『メナードスターマッチ 三枝の大マジメ!?結婚ゲーム』（メナードスターマッチ さんしのおおまじめけっこんゲーム）という題名で、内容も男性芸能人と女性芸能人が4組のカップルを組んで、クイズ・相性診断やマルチビジョンを使ったゲームを行い、得点を競い合うというものだった。
トップ賞のチームには即席で結婚式を挙げることができ、そこで行われる絵めくりゲームで海外旅行（週替わり）をかけたというものだった。
開始から半年で芸能人と組む相手を一般の視聴者に変更し、海外旅行もハワイ旅行に固定。日曜日19:00枠へと移動した1977年4月10日からは、「大マジメ!?」を外し、ラストの絵めくりも「じゃんけん」に変更するが、結果的に1年半で打ち切りとなった。
原則としてABCホール（2代目）での公開収録だが、数回は地方での公開収録も行なわれた。

## 芸能人ペア時代の前半戦ルール

### ペア選び
- まず解答席（上下に分かれている）の上段に女性芸能人4名がそれぞれ座り、続いてゲートから男性芸能人4名が登場する。続いて女性芸能人の一人は席にある「A」「B」「C」「D」のボタンの内、どれか一つを押し、マルチビジョンに映し出された男性芸能人とペアを組む。次の女性は残ったボタンから一つ押して映された男性とペアを組み、そして3番目の女性が同じ要領でペアを決めたら、最後の女性は残った男性とペアを組む。

### 相性診断
- 問題は全5問で、全てやり方は同じ。
- まずペアの片方に自分に関する三択問題が出され、ペア片方は「A」「B」「C」の中から自分に該当する答えのボタンを全員一斉に押す。この時解答席の電光掲示板には「?」が映し出されて回答は伏せられる。
- この後ペアのもう片方は、相手の回答を推理してボタンを押す。すると相手の回答も公開され、二人の回答が一致したら点数が入る。これは一人ずつ順番に行う。
- 点数は第1問が1点、第2問が2点、第3問が3点、第4問が4点、第5問が5点。そして合計得点は、解答席を囲む長円のランプ[1]（左右15本）で知らせる。
- 全5問終わり、最終的に一番点数を稼いだチームが模擬結婚式を挙げられる。

## 芸能人&視聴者ペア時代の前半戦ルール
まず全チームに持ち点3点が与えられ（賞金は1点につき5000円）、次の3つのゲームに挑戦する。

### 絵めくりゲーム
マルチビジョン
| 1  | 2  | 3  | 4  |
| 5  | 6  | 7  | 8  |
| 9  | 10 | 11 | 12 |
| 13 | 14 | 15 | 16 |

- マルチビジョンの16枚のパネルを1枚ずつめくっていき、その裏に隠されたイラストや写真を早押しで当てる。正解すれば2点獲得。誤答は1点減点。
- 問題は3問あり、めくる担当は1問目(物語、童話の1シーン)は芸能人、2問目(物)は視聴者、3問目(芸能人の顔)は三枝が行う。
- 芸能人や視聴者がめくる時は、画面に向って左の席の解答者から順に行う。

### クイズコーナー
マルチビジョン
|   |   |   |   |
| A | B | C | D |
| E | F | G | H |
|   |   |   |   |

- 出題者が出す問題に、早押しで答える。誤答は1点減点。正解したら、8枚のパネル（マルチビジョンの2段目と3段目に設けられている）のどれかをめくり、出た点数を獲得（「5点」は3枚、「2点」は5枚）。4枚めくれたら終了。

### 坊主めくり
マルチビジョン
| 1  | 2  | 3  | 4  |
| 5  | 6  | 7  | 8  |
| 9  | 10 | 11 | 12 |
| 13 | 14 | 15 | 16 |

- 向かって左の席から順番に、「1」を除く15枚のパネルをめくっていく。殿様が出たら、パネルはそのままボードに残り1点獲得。姫が出たら、その時点でボード上に残っている殿様の枚数＋1点が獲得（姫が出た時点でそれまでに残っている殿様パネルは消される）。坊主が出たら、全得点は没収（殿様はそのまま）。
- 順番が回ってきてもパネルをめくらずにパスをすることもできる。パスをするか、パネルをめくって殿様か坊主が出たら隣の席にパネルを引く権利が移る。ただし、姫を引いた場合、必ずもう1枚続けてパネルをめくらなければならない。
- マルチビジョンの「1」を残して全部めくり終わったら、4チームのうちいずれかが「1」パネル（姫か坊主のいずれかが隠れている）を開く。得点の多いチームからめくるかパスするかを決められる。必ずどこかのチームがめくらなければならない。
- この坊主めくりは、その後放送された『三枝の国盗りゲーム』の後半戦でも行われた。

こうして、最終的に一番点数を稼いだチームが模擬結婚式を挙げられる。なお、衣装は和・洋2種類有るが、どちらかは視聴者が決める。

## 結婚式&チャレンジゲーム
結婚式は、神主に扮装した三枝の元、「入場」「祝詞」「三々九度（ただし、酒ではなく水）」を行う。それが済んだ後、ハワイ旅行（芸能人ペア時代は週替わり。以下同じ）をかけたチャレンジゲームに挑戦する（どちらも成功すると天井から大量の紙吹雪が降る）。

### 当初の形式
- 16枚のパネルの中に、アトランダムに8枚「ハワイ」パネルが有る（残りは全て「ハズレ」を意味する「天使の顔」）。ペアは、16枚のうち2枚を指定。その2枚が「ハワイ」パネルだったら、ハワイ旅行獲得。
- 指定された2枚をめくる前に、残りの6枚の「ハワイ」パネルをオープンし、その様子を見て、1枚だけ変更することもできる。

### 日曜時代の途中からの形式
- マルチビジョンに「大王A」「大王B」「大王C」「大王D」のイラストが映し出される。ペアは、4人の大王の中から1人選んで相手にし、更に出された「グー棒」「チョキ棒」「パー棒」から1つ選んで、自分の出し目にする。そして選んだ棒を選んだ大王のイラストに近づけ、「ジャンケンポン!!」のかけ声で選んだ大王の出し目を公開して勝負する。ペアが勝てばハワイ旅行獲得。
- もしあいこだったら、自分の出し目はそのままに、別の大王を選んで勝負する。

### 共通
トップ賞のカップルにはメナード化粧品が当時展開していた宝石「メナードダイヤモンド」の指輪と、化粧品の詰め合わせが贈られる。その他の出場者にも参加賞にあたる「引き出物」としてトップ賞とは別の化粧品セットが贈られる。

## スタッフ
- 構成：堤章三、足立克己、中田昌秀
- 音楽：南安雄
- アシスタント：中沢玲子
- イラスト：成瀬国晴
- プロデューサー：三上泰生
- ディレクター：森茂、岡村道範
- 協力：エールフランス
- 制作著作：朝日放送